# 美吉姆
美吉姆（My Gym）是美國一个面向4月至10岁儿童的健身房連鎖企業。美吉姆为3个月至9岁的儿童提供健身课程。该公司由雅可夫（Yacov）和苏西·谢尔曼（Susi Sherman）創辦於1983年。
2008年其DVD教育光碟產品獲得美國一項名為父母優選金獎(Parents' Choice Award)的獎項。

## 美吉姆在中國
美吉姆在中華人民共和國的品牌独家授权经营权由天津美杰姆教育科技有限公司（天津美吉姆）持有，天津美杰姆主要開設早教業務，主面向0-3岁儿童提供培训课程。2009年2月14日中国第一家美吉姆儿童早期教育中心在北京开业。2018年11月，原本從事高端机床制造的三垒股份以33億人民幣的價格收購天津美杰姆100%的股权。2019年4月17日，三垒股份的股票以及公司名称由三垒股份变更为美吉姆（大连美吉姆教育科技股份有限公司，深交所除牌前：002621）。自2013年至2019年，天津美吉姆共盈利约3.45亿元。2020-2021两年疫情间天津美吉姆亏损了约6.76亿元，天津美吉姆的門店也因退費難被投訴。
2021年底，由于天津美杰姆旗下的楷德教育涉及K–12的校外培训，天津美杰姆以1500万元的價格將之前以3亿元人民幣收購的楷德教育賣給了他人。2022年年中，天津美吉姆位於福州的多家门店闭店。截至2023年6月30日，消息指出美吉姆早教中心数量较2022同期减少109家，2023上半年美吉姆亏损7422万。2023年9月，美吉姆在上海、广州、杭州、成都等地的多家门店突然关闭。10月份浙江衛視的報導發現嘉興的博雅酒店內分店惡性倒閉，一夜之間全體捲款跑路，分店老闆拒接電話失蹤，積欠酒店77萬人民幣房租未支付以及未知金額的巨額家長退款。
2023年11月29日，美吉姆公告称无法与董事长马红英取得联系，原因不明。报道称，马红英与中植系创始人解直锟有一定的关系。